# Kesennuma
Kesennuma (気仙沼市, Kesennuma-shi) est une ville située dans la préfecture de Miyagi, au Japon.

## Géographie

### Situation
Kesennuma est située dans le nord-est de la préfecture de Miyagi, au Japon. Elle entoure la baie de Kesennuma et inclut l'île d'Ōshima.

### Démographie
En 2011, la population de Kesennuma était de 73 936 habitants, répartis sur une superficie de 333,37 km2. En septembre 2021, la population était de 60 401 habitants.

## Histoire
Le 1er juin 1953, la ville est fondée par la fusion du bourg de Kesennuma et des villages de Shishiori et Matsuiwa. Le 1er avril 1955, les villages de Niitsuki, Hashikami et Ōshima sont intégrés à Kesennuma. Le 31 mars 2006, Kesennuma absorbe le bourg de Karakuwa (district de Motoyoshi) puis le 1er septembre 2009 le bourg de Motoyoshi.
Le 11 mars 2011, la ville est ravagée par le tsunami consécutif au séisme de 2011 de la côte Pacifique du Tōhoku.

## Économie
Kesennuma a une importante activité de pêche : thon, sanma, katsuo ou requin (pêche aux ailerons). Quelque 90 % des prises de requin au Japon se feraient ici (14 000 tonnes en 2009).

## Jumelages
Kesennuma est jumelée avec :
- Puntarenas (Costa Rica),
- Zhoushan (Chine),
- District de Changyi (Chine).